# 나의 아들 에드워드
《나의 아들 에드워드》(Edward, My Son)는 영국에서 제작된 조지 큐커 감독의 1949년 드라마 영화이다. 스펜서 트레이시, 데버러 카가 주연으로 출연하였고 에드윈 H. 크노프 등이 제작에 참여하였다. 원작 희곡과 마찬가지로 아들 에드워드는 영화 속에서 단 한 번도 모습을 비추지 않는다.

## 줄거리
제1차 세계 대전 종료 직후. 캐나다인 아널드는 어린 아들 에드워드의 중병, 사춘기 시절의 퇴학 사태 등을 해결하기 위해 회사에 불을 질러 보험금을 타내는 등 부정한 방법으로 돈을 마련한다. 아내 에벌린 등 주변인들의 반대에도 불구하고 아널드가 응석을 다 받아준 탓에 에드워드는 부도덕한 인물로 자라난다.
시일이 지나 작위가 생긴 아널드는 안하무인이 되어 옛 사업 동료를 외면해서 자살하게 만든다. 이를 덮어준 비서와 불륜을 저지르다 비서를 버려서 비서 역시 자살한다. 알코올 의존증이 된 아들 에드워드는 자신을 사랑하는 여자를 임신시킨 상태에서 다른 여자와 약혼한다. 아널드는 에드워드의 여자친구에게 직접 낙태를 종용한다.
1941년. 아들 에드워드는 제2차 세계 대전에서 영국 공군 조종사로 복무하던 중 한 여성에게 뽐내려고 여성의 집 위에서 곡예 비행을 하다가 추락해 동료까지 죽게 만든다. 한편 아널드는 회사에 불을 질렀던 일이 뒤늦게 발각돼 감옥살이를 한다.
심신이 망가져 술에 의지하던 아내 에벌린이 사망한다. 아널드는 이제서야 에드워드의 옛 여자친구가 낳았을지도 모를 손자를 찾아보지만 행방을 알 길이 없다. 끝까지 반성하지 않은 아널드는 관객들을 정면으로 바라보며 당신들이라면 다르게 했을 것 같냐고 묻는다.

## 출연

### 주연
- 스펜서 트레이시 - 아널드 볼트 역
- 데버러 카 - 에벌린 볼트 역

### 조연
- 이언 헌터 - 래리 우드호프 역
- 멜빈 존스